# Parafia Wniebowzięcia Najświętszej Maryi Panny w Leopoldowie
Parafia Wniebowzięcia Najświętszej Maryi Panny w Leopoldowie – parafia rzymskokatolicka w Leopoldowie.
Parafia została erygowana w 1948. Kościół parafialny murowany, w stylu współczesnym, wybudowany w latach 1982-1983.
Parafia ma księgi metrykalne od 1936.
Do parafii należą wierni z miejscowości: Budki-Rososz, Czernic Kolonia, Kruków, Lasocin, Leopoldów, Oszczywilk oraz Rososz.